# Almorox
Almorox ist eine Gemeinde mit 2.472 Einwohnern (Stand: 2024) in der spanischen Provinz Toledo der Autonomen Region Kastilien-La Mancha. Die von Madrid nach Lissabon führende Südwestautobahn A 5 führt 20 km südlich von Almorox vorbei. Der an der N403 liegende Ort befindet sich am südöstlichen Fuß der Sierra de Gredos.

## Spanischer Bürgerkrieg
Das zweieinhalb Kilometer südlich des Ortes und östlich der N-403 liegende Aeródromo diente während des Spanischen Bürgerkrieges zeitweise Teilen der Jagdgruppe 88 der deutschen Legion Condor als Feldflugplatz. Im Februar/März 1937 lag hier deren 2. Staffel (2./J88), die hier als erste Einsatzstaffel der J/88 die damals neuen Bf 109 erhielt.